# Šušnjari (Križ)
 Šušnjari  falu Horvátországban Zágráb megyében. Közigazgatásilag Križhez tartozik.

## Fekvése
Zágrábtól 46 km-re délkeletre, községközpontjától  3 km-re északra, a Csázma jobb partján fekszik.

## Története
1857-ben 269, 1910-ben 347 lakosa volt. Trianon előtt Belovár-Kőrös vármegye Križi járásához tartozott. A településnek 2001-ben 140 lakosa volt.

## Lakosság
| Lakosság változása | Lakosság változása | Lakosság változása | Lakosság változása | Lakosság változása | Lakosság változása | Lakosság változása | Lakosság változása | Lakosság változása | Lakosság változása | Lakosság változása | Lakosság változása | Lakosság változása | Lakosság változása | Lakosság változása |
| ------------------ | ------------------ | ------------------ | ------------------ | ------------------ | ------------------ | ------------------ | ------------------ | ------------------ | ------------------ | ------------------ | ------------------ | ------------------ | ------------------ | ------------------ |
| 1857               | 1869               | 1880               | 1890               | 1900               | 1910               | 1921               | 1931               | 1948               | 1953               | 1961               | 1971               | 1981               | 1991               | 2001               |
| 269                | 252                | 292                | 321                | 355                | 347                | 360                | 426                | 409                | 379                | 362                | 238                | 189                | 147                | 140                |

## Külső hivatkozások
Križ község hivatalos oldala